# Gilberto Jiménez
Gilberto Raúl Jiménez Narváez (Città del Messico, 4 febbraio 1973) è un ex calciatore messicano, di ruolo difensore.